# Il tempo se ne va
«Il tempo se ne va» — песня Адриано Челентано с его альбома 1980 года Un po’ artista un po’ no. Как и остальные песни на этом альбоме, она была написана Тото Кутуньо. Считается, что песня посвящена дочери Челентано Розите.
Песня также вышла отдельным синглом.
В Швейцарии сингл провел 3 недели на 2 месте — позади песни «Funkytown» группы Lipps Inc..
«Il tempo se ne va» считается «одной из самых красивых песен, посвященных теме родительства».

## Чарты
| Чарт (1980)                     | Высш. поз. |
| ------------------------------- | ---------- |
| Швейцария (Schweizer Hitparade) | 2          |